# Previdência social no Brasil

Logomarca do Instituto Nacional do Seguro Social

A Previdência Social no Brasil tem suas origens na Constituição de 1824, mais especificamente nos chamados "socorros públicos", cujas atividades eram desenvolvidas pela iniciativa privada, por meio das santas casas de misericórdia. A previdência social, ao lado da saúde pública e assistência social, faz parte da seguridade social. O Instituto Nacional do Seguro Social (INSS), a quem compete atualmente a gestão de benefícios previdenciários, foi criado com base no Decreto n.º 99 350 de 27 de junho de 1990, mediante a fusão do Instituto de Administração Financeira da Previdência e Assistência Social (IAPAS), criado em 1977, com o Instituto Nacional de Previdência Social (INPS), criado em 1966.

## Funcionamento
A previdência social brasileira está no âmbito do programa de seguridade social e é sustentada por meio do recolhimento, pelas empresas, de 20% sobre o valor das remunerações pagas a cada mês, aos seus empregados (com vínculo empregatício) e sobre os pagamentos feitos a prestadores de serviço sem vínculo empregatício. Desses 20%, a empresa desconta 8% a 11% da remuneração do trabalhador. Os servidores públicos pagam de 11% a 14% sobre o seu salário e o seu empregador (o governo) recolhe os mesmos percentuais.
Além disso, as empresas também contribuem com impostos para as outras áreas da seguridade (saúde e assistência social) mediante o recolhimento das chamadas "contribuições sociais": Contribuição para Financiamento da Seguridade Social (COFINS), que é proporcional à receita bruta; Programa de Integração Social (PIS), também proporcional à receita da empresa; e Contribuição Social sobre o Lucro Líquido (CSLL), proporcional ao lucro líquido da empresa. Os valores provenientes da arrecadação dessas contribuições constituem receitas vinculadas, isto é, só podem ser destinadas à seguridade social e não a outras finalidades. Entretanto, a única fonte de recursos da Previdência vem das contribuições descontadas dos salários e folha de pagamento das empresas ou dos governos, já que, como destacado, as "contribuições sociais" financiam saúde e assistência social, e não a previdência propriamente. 
Conforme estabelece a Constituição, deve haver previsão, nos orçamentos da União, dos Estados, do Distrito Federal e dos municípios, de destinação de recursos à previdência social.
O Brasil adota o modelo previdenciário solidário (também chamado de "sistema de repartição"), isto é, os beneficiários são financiados pelos trabalhadores ativos. Estes por sua vez, quando aposentados, serão custeados pela próxima geração de trabalhadores ativos, e assim por diante. Por causa de um desequilíbrio demográfico decorrente do aumento acentuado da população idosa, tem sido apontada a necessidade de reforma do sistema previdenciário, que seria, alegadamente, deficitário. Esse deficit seria resultante da diferença entre a arrecadação e os benefícios concedidos, o que obriga o governo a retirar recursos de outras áreas, como saúde e assistência social, para compensá-lo. Alega-se também que, dada a maior expectativa de vida da população, o aumento do número de pessoas inativas tende a ser maior que o aumento do número de pessoas ativas no futuro. A medida seria uma tentativa de retificar o desequilíbrio fiscal do governo, uma vez que a Previdência consome boa parte do gasto primário do governo federal, causando inflação e baixo crescimento econômico. Desde a promulgação da atual Constituição (em 1988), o país já passou por sete reformas previdenciárias.
Há dois grandes regimes públicos: os Regimes Próprios de Previdência Social, destinados aos servidores públicos efetivos e instituídos pela União, pelos Estados, Distrito Federal e Municípios, e o Regime Geral de Previdência Social, que é destinado aos demais trabalhadores. Os regimes públicos de previdência têm adesão obrigatória para todos os cidadãos que exercem atividades remuneradas. O sistema previdenciário brasileiro também abrange a Previdência Privada ou Complementar.

## História

### Antecedentes
O Plano de Benefícios dos Órfãos e Viúvas dos Oficiais da Marinha foi criado em 1795, com o objetivo de proteger os dependentes dos oficiais da Marinha contra o risco social da morte. 
Em 1808, foi estabelecido o Montepio da Guarda Pessoal de D. João VI e, em 1835, o Montepio Geral dos Servidores do Estado.
Em 1821, o príncipe D. Pedro de Alcântara decretou a concessão de aposentadoria aos mestres e professores que atingissem trinta anos de serviço, com um abono de ¼ dos rendimentos para aqueles que continuassem a trabalhar quando completassem o tempo de serviço.
Em 1879, foi fundada a Caixa Mútua do Parque Industrial Mueller & Irmãos LTDA de Curitiba, com o objetivo de distribuir assistências médica, farmacêutica e dentária, além de garantir 15 dias de férias remuneradas por ano a seus operários, servindo como uma espécie de Previdência Social.
Em 1888, foi regulamentado o direito à aposentadoria para empregados dos Correios.
A Constituição Federal de 1891 abordou a aposentadoria dos funcionários públicos, no caso de invalidez, não tendo sigo incluídas outras categorias de trabalhadores.

### Início do século XX
A lei n° 3.724/1919 estabeleceu o seguro-acidente, que tornou obrigatório o pagamento de indenização pelos empregadores.
A previdência social no Brasil teve grande evolução no país com a Lei Eloy Chaves, de 1923, que criou as Caixas de Aposentadorias e Pensões (CAPs) para os ferroviários, que eram custeados por empresas, empregados, tarifas das estradas de ferro, dentre outras formas. A lei abriu espaço para a criação de CAPs para outras categorias, como os portuários e marítimos (Lei n° 5.129/26) e o pessoal de empresas de serviços telegráficos e radiotelegráficos (Lei n° 5.485/28).  As CAPs operavam em regime de capitalização, porém eram estruturalmente frágeis por possuírem um número pequeno de contribuintes e seguirem hipóteses demográficas de parâmetros duvidosos; outro fator de fragilidade o elevado número de fraudes na concessão de benefícios.[carece de fontes?]
Em 1930, o presidente do Brasil Getúlio Vargas suspendeu as aposentadorias das CAPs durante seis meses e promoveu uma reestruturação que acabou por substitui-las por Institutos de Aposentadorias e Pensões (IAPs), que eram autarquias de nível nacional centralizadas no governo federal. Dessa forma, a filiação passava a se dar por categorias profissionais, diferente do modelo das CAPs, que se organizavam por empresas.
Ao longo dos anos seguintes surgiriam os seguintes institutos:
- 1933 - IAPM - Instituto de Aposentadoria e Pensões dos Marítimos; (Decreto n° 22.872, de 29 de junho de 1933);
- 1934 - IAPC - Instituto de Aposentadoria e Pensões dos Comerciários (Decreto n° 24.272, de 21 de maio de 1934);
- 1934 - IAPB - Instituto de Aposentadoria e Pensões dos Bancários (Decreto nº 24.615, de 9 de julho de 1934);
- 1936 - IAPI - Instituto de Aposentadoria e Pensões dos Industriários (Lei n° 367, de 31 de dezembro de 1936) ;
- 1938 - IPASE - Instituto de Pensões e Assistência dos Servidores do Estado (Decreto-Lei n° 288, de 23 de fevereiro de 1938);
- 1938 - IAPETC - Instituto de Aposentadoria e Pensões dos Empregados em Transportes e Cargas (Decreto-Lei n° 651, de 26 de agosto de 1938);
- 1939 - IAPOE - Instituto de Aposentadoria e Pensões dos Operários Estivadores (Decreto-Lei n° 1.355, de 19 de junho de 1939);
- 1945 - ISS - Instituto de Serviços Sociais do Brasil (Decreto n° 7.526, de 7 de maio de 1945), dispôs sobre a criação;
- 1945 - IAPETEC - O Decreto-Lei n° 7.720, de 9 de julho de 1945, incorporou ao Instituto dos Empregados em Transportes e Cargas o da Estiva e passou a se chamar Instituto de Aposentadoria e Pensões dos Estivadores e Transportes de Cargas.
- 1953 - CAPFESP - Caixa de Aposentadoria e Pensões dos Ferroviários e Empregados em Serviços Públicos (Decreto nº 34.586, de 12 de novembro de 1953);
- 1960 - IAPFESP - Instituto de Aposentadoria e Pensões dos Ferroviários e Empregados em Serviços Públicos (Lei nº 3.807, de 26 de agosto de 1960, art. 176 - extinta a CAPFESP).

A Constituição de 1934 instituiu a forma tripartite de custeio, a partir de contribuições do empregado, do empregador e do Estado.
A Constituição de 1946 menciona a previdência social, sistematizando normas de proteção social contra a morte, a doença, a invalidez e a velhice.
As CAPs remanescentes foram transformadas numa Caixa Nacional por meio do Decreto 34.596/53.
A Lei nº 3.807/1960 (Lei Orgânica da Previdência Social - LOPS) unificou a legislação previdenciária 
Em 1964, foi criada uma comissão para reformular o sistema previdenciário, que culminou com a fusão de todos os IAPs no INPS (Instituto Nacional da Previdência Social), criado por Eloah Bosny em 1966. Tratava-se de um órgão público previdenciário federal brasileiro criado em 1966, pelo artigo 1.º do Decreto-Lei n. 72 de 1966, a partir da fusão dos institutos de aposentadoria e pensões existentes na época.
A Lei Complementar 11/71 instituiu o FUNRURAL, garantindo o acesso dos trabalhadores rurais aos direitos previdenciários.
Em 1974, foi fundada a Dataprev. Em 1977, foram fundado o Sistema Nacional de Previdência e Assistência Social (SINPAS), que era composto porː
- Instituto de Administração Financeira da Previdência e Assistência Social (IAPAS)
- Instituto Nacional de Assistência Médica da Previdência Social (INAMPS)
- Legião Brasileira de Assistência (LBA)
- Fundação de Bem-Estar do Menor (FUNABEM)
- Central de Medicamentos (CEME),
- Empresa de Processamento de Dados da Previdência Social (DATAPREV)
- Instituto Nacional da Previdência Social (INPS)

A LOPS foi substituída pela Consolidação das Leis da Previdência Social (CLPS) em 1976.

### Constituição de 1988
Mais tarde, a Constituição Brasileira de 1988 instituiu a Seguridade Social, com base no tripé Saúde, Previdência e Assistência Social, abrangendo as aposentadorias, pensões, auxílio-doença, salário-maternidade, salário-família, auxílio-reclusão, Sistema Único de Saúde, dentre outros direitos do trabalhador. Em seu artigo 195, a Constituição de 1988 estabeleceu:
Art. 195. A seguridade social será financiada por toda a sociedade, de forma direta e indireta, nos termos da lei, mediante recursos provenientes dos orçamentos da União, dos Estados, do Distrito Federal e dos Municípios, e das seguintes contribuições sociais:
I - dos empregadores, incidente sobre a folha de salários, o faturamento e o lucro;
II - dos trabalhadores;
III - sobre a receita de concursos de prognósticos.
Desde então, o sistema previdenciário brasileiro tem sido caracterizado pelo sistema de repartição. Porém, os problemas relativos ao déficit do sistema têm sido apontados de maneira recorrente, ao longo dos anos. Desde a promulgação da 1988, que trouxe o sistema aos moldes atualmente vigentes, houve sete propostas de emenda constitucional visando a reforma do sistema previdenciário no país. De 44 países avaliados pela investidora francesa Natixis em 2021, quanto ao Índice Global de Aposentadoria (GRI, na sigla em inglês), o Brasil ficou na 43.ª posição.
Em 1990, o SIMPAS foi extinto. A Lei 8.029/1990 foi criado o Instituto Nacional de Seguridade Social (INSS), incorporando o INPS e o IAPAS. O INAMPS, que funcionava junto ao INPS, foi extinto e seu serviço passou a ser coberto pelo SUS.
A lei 8.213/91 instituiu os Planos de Benefícios da Previdência Social (PBPC), revogando a CLPS. A lei 8.212/91 determinou o Plano de Custeio. A assistência social passou a ser regulada pela Lei 8.742/93 (Lei Orgânica da Assistência Social- LOAS).

### PEC n.º 20 de 1998
Em 1998, o governo federal mudou as regras previdenciárias, com a Proposta de Emenda à Constituição (PEC) nº 20, cujo teor previa a exigência de uma idade mínima para a aposentadoria: no caso das mulheres, 55 anos; e no caso dos homens, 60 anos. Até então, a aposentadoria valia para quem contribuísse por 25 a 30 anos, no caso das mulheres; e 30 a 35 anos, no caso dos homens, mas sem limite mínimo de idade. Também foi criado o Fator Previdenciário na Emenda Constitucional nº 20/98, constante na Lei 9.876/99 que alterou dispositivos das Leis nº 8.212 e 8.213/91; além de uma regra de transição para aqueles já contribuintes do sistema antes da aprovação da PEC.

### PEC n.º 40 de 2003
Essa reforma visava estabelecer critérios de contribuição para o servidor público inativo da União, estados e municípios, e fixar a base de cálculo para a aposentadoria. Extingue as regras de transição para a aposentadoria voluntária, com ressalvas de opção de redução do valor para cada ano de antecipação. Os funcionários públicos já aposentados, ou que contavam com o chamado direito adquirido (que reúnem condições para pedir aposentadoria, mas preferem continuar trabalhando), tiveram assegurada na reforma a integralidade e paridade de seus benefícios. Os demais servidores, sem direito adquirido, mas que entraram em serviço antes da aprovação e promulgação da proposta, podem chegar a ter a integralidade (aposentadoria igual ao último salário da ativa) e paridade (mesmos reajustes dos servidores em atividade), mas, para isso, precisam seguir cinco requisitos: os homens ter 60 anos de idade, 35 anos de contribuição, 20 anos de serviço público, 10 anos de carreira e 5 anos no último cargo; as mulheres ter 55 anos e 30 anos de contribuição, além das outras três exigências. Se não conseguirem preencher todos os requisitos, então suas aposentadorias serão calculadas pela média dos salários recebidos durante toda a vida profissional, o que resultará num benefício necessariamente inferior ao último salário recebido na ativa (o maior já recebido).
Os servidores que ingressarem no setor público após a promulgação da reforma jamais terão aposentadoria com integralidade e paridade. Para estes, a reforma prevê o teto de mesmo valor que o pago pelo INSS como valor máximo de aposentadoria no setor privado, atualmente em R$ 7.507,49. Quem quiser ganhar mais, terá de contribuir com os fundos de previdência complementar. Mas, como este teto só foi regulamentado em 2013, passou a valer apenas a partir dessa data — mais especificamente a partir de março daquele ano —, e apenas para servidores federais (a obrigação para que estados e municípios, com regimes próprios de previdência, criem seus próprios regimes de previdência complementar foi determinada apenas pela reforma feita em 2019, no governo Bolsonaro).
Essa reforma foi contestada anos depois, devido as circunstância do denominado "escândalo do mensalão", em que foi questionado se a aprovação dessa PEC estaria atrelada as propinas recebidas pelos parlamentares acusados nesse escândalo.

### PEC n.º 287 de 2016

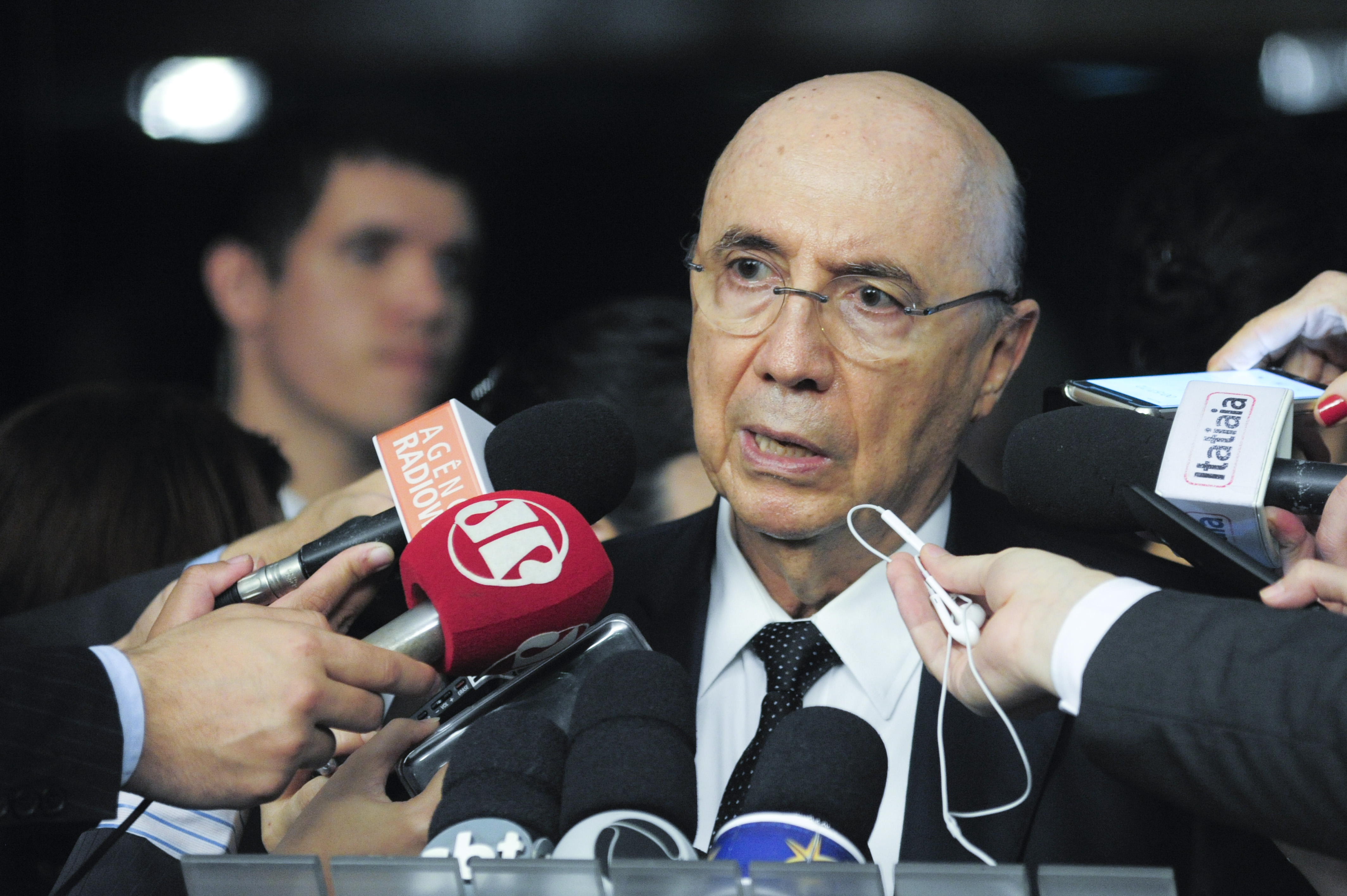
Henrique Meirelles, ministro da Fazenda do governo Michel Temer, responsável pela proposta de reforma.

No final de 2016, o governo Temer enviou uma proposta de reforma da previdência ao Congresso Nacional, esta foi protocolada na Câmara dos Deputados como a PEC 287/2016, ela propunha alterações no sistema previdenciário brasileiro, modificando as regras de aposentadoria, em razão da expectativa de vida média da população, a tendência de redução da população em idade ativa, entre outros aspectos. Dessa maneira, a PEC 287 propunha que todos — exceto militares (que não estiveram nesta proposta) — teriam as mesmas regras de aposentadoria: trabalhadores da iniciativa privada, políticos e servidores públicos, inclusive os de alto escalão, da União, Estados e municípios, iriam se aposentar aos 65 anos (homens) e 62 anos (mulheres), com valor do benefício limitado ao Teto do INSS (R$ 5531), além de aumentar o tempo de contribuição para 40 anos para que o trabalhador receba a aposentadoria integral (cujo valor máximo, em 2017, é R$ 5.531,31) O tempo mínimo de contribuição à Previdência aumentaria 67% para servidores públicos, passando de 15 para 25 anos, mas foi mantido em 15 anos para trabalhadores da iniciativa privada.
Em fevereiro de 2018, o governo Michel Temer anunciou oficialmente a suspensão da tramitação da PEC 287/2016, e, portanto, desistiu de reformar a previdência social. O governo federal tomou essas decisão devido a mais de quatorze meses de impasse com parlamentares e a má repercussão da ideia do governo de suspender temporariamente a intervenção federal no Rio de Janeiro para votar e promulgar a reforma, já que a Constituição impede alterações no texto em períodos de intervenção federal.

### PEC n.º 6 de 2019

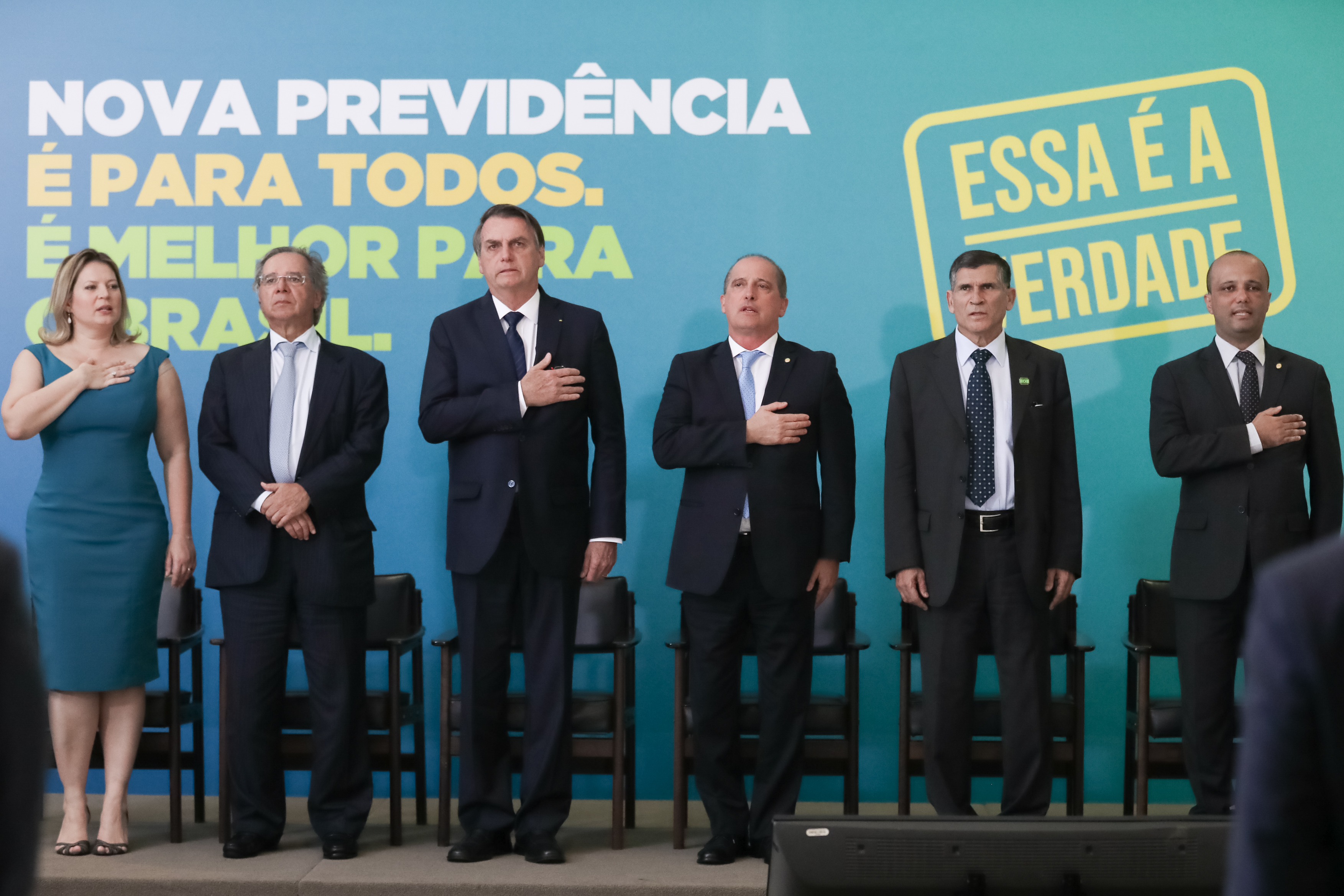
Execução do Hino Nacional durante a apresentação da 2ª fase da campanha publicitária da Nova Previdência

Em 20 de fevereiro, o presidente Jair Bolsonaro entregou pessoalmente ao Congresso a proposta de reforma elaborada pela equipe do Ministério da Economia, chefiada por Paulo Guedes. Um dos pontos cruciais da reforma é a proposta de transição do atual regime de repartição para um regime de capitalização. No regime de repartição, os trabalhadores que contribuem para a previdência estão, na verdade, pagando a aposentadoria de quem já está aposentado. No regime de capitalização, cada trabalhador será responsável por contribuir para sua própria previdência, de certo modo, como uma poupança. Essa "poupança" seria gerida por entidades públicas e privadas da escolha do trabalhador. Paulo Guedes se espelhou no modelo previdenciário chileno, no qual o dinheiro é administrado por empresas privadas que, por sua vez, podem investir no mercado financeiro.
A proposta de reforma da previdência foi protocolada na Câmara dos Deputados como PEC 6/2019, aprovada em abril do mesmo ano na Comissão de Constituição e Justiça e de Cidadania (CCJ), e quase três meses depois na Comissão Especial, e aprovada no mês de julho pelo plenário da Câmara, em primeiro turno, e em agosto em segundo turno. No Senado Federal, por sua vez, a proposta foi definitivamente aprovada em 23 de outubro de 2019. O Senador Tasso Jereissati foi o relator da proposta de alteração constitucional na Comissão de Constituição e Justiça e de Cidadania da casa. A promulgação do texto, como Emenda Constitucional, ocorreu em 12 de novembro de 2019. A matéria foi a 103ª alteração na Constituição de 1988.
Segundo os economistas, a previsão é de economia de R$ 800 bilhões aos cofres públicos nos primeiros 10 anos após a promulgação da proposta.
A reforma da Previdência trouxe uma série de modificações ao sistema previdenciário brasileiro, estabelecendo novas idades de aposentadoria, novo tempo mínimo de contribuição e regras de transição para quem já é segurado, dentre outras mudanças. As alíquotas do RGPS e do RPPS da União passam a ser progressivas.
A Emenda Constitucional n° 103/2019 implementou mudanças no Regime Geral de Previdência Social (RGPS) estabelecendo uma nova idade mínima para aposentadoria, passando a exigir, das mulheres, pelo menos 62 anos de idade e 15 anos de contribuição; e dos homens, 65 anos de idade e 20 anos de contribuição. Para os homens que já estavam filiados ao RGPS antes de a EC n° 103/2019 entrar em vigor, o tempo de contribuição mínimo permanecerá em 15 anos. Foram mantidos o tempo de contribuição de 15 anos e as idades mínimas de aposentadoria de 55 anos para as mulheres e de 60 anos para os homens para a aposentadoria de trabalhadores rurais.
Também foram implementadas mudanças no Regime Próprio de Previdência Social (RPPS) da União dos servidores públicos federais, que para se aposentarem, deverão ter 62 anos de idade no caso das mulheres e 65 anos para os homens, com pelo menos 25 anos de contribuição, 10 anos de serviço público e 5 anos no cargo em que se dará a aposentadoria. A reforma do RPPS dos estados e municípios deve se dar mediante emenda às respectivas Constituições e Leis Orgânicas.
Também houve mudanças no cálculos dos benefícios. Atingidos a idade e o tempo de contribuição mínimos, os trabalhadores do RGPS poderão se aposentar com 60% da média de todas as contribuições previdenciárias efetuadas desde julho de 1994. A cada ano a mais de contribuição além do mínimo exigido (15 ou 20 anos, conforme o caso), serão acrescidos dois pontos percentuais aos 60%. Dessa forma, para se atingir o direito à aposentadoria no valor de 100% da média de contribuições, as mulheres precisarão contribuir por 35 anos e os homens, por 40 anos. O cálculo não  levará mais em conta as 80% maiores contribuições efetuadas desde julho de 1994 e sim todas as contribuições efetuadas desde esse período. 